# Хелідон (міфологія)
Хелідон (дав.-гр. Χελιδών, трансліт. Хелідон, латиніз. ластівка) — у грецькій міфології другорядна фігура, аристократка з міста Мілет або Колофон в анатолійській версіх міфу про Філомелу, хоча вона могла мати незалежне походження з Аттики.

## Сім'я
Згідно з Антоніном Лібералом, Хелідон була дочкою Пандарея від його (безіменної) дружини та сестри Едона та неназваного брата. Євстафій Фессалонікський писав, що ім'я дружини Пандарея було Гармотоя, хоча він не перелічує Хелідон серед їхніх дочок (він називає Аедон, Клеотеру та Меропу) і не згадує жодного брата. За словами Павсанія, двох інших сестер звали Камейро і Клітія.
І Гесіод, і Сапфо писали, що ластівка (Хелідон) є дочкою афінського царя Пандіона I, батька Філомели.

## Міфологія

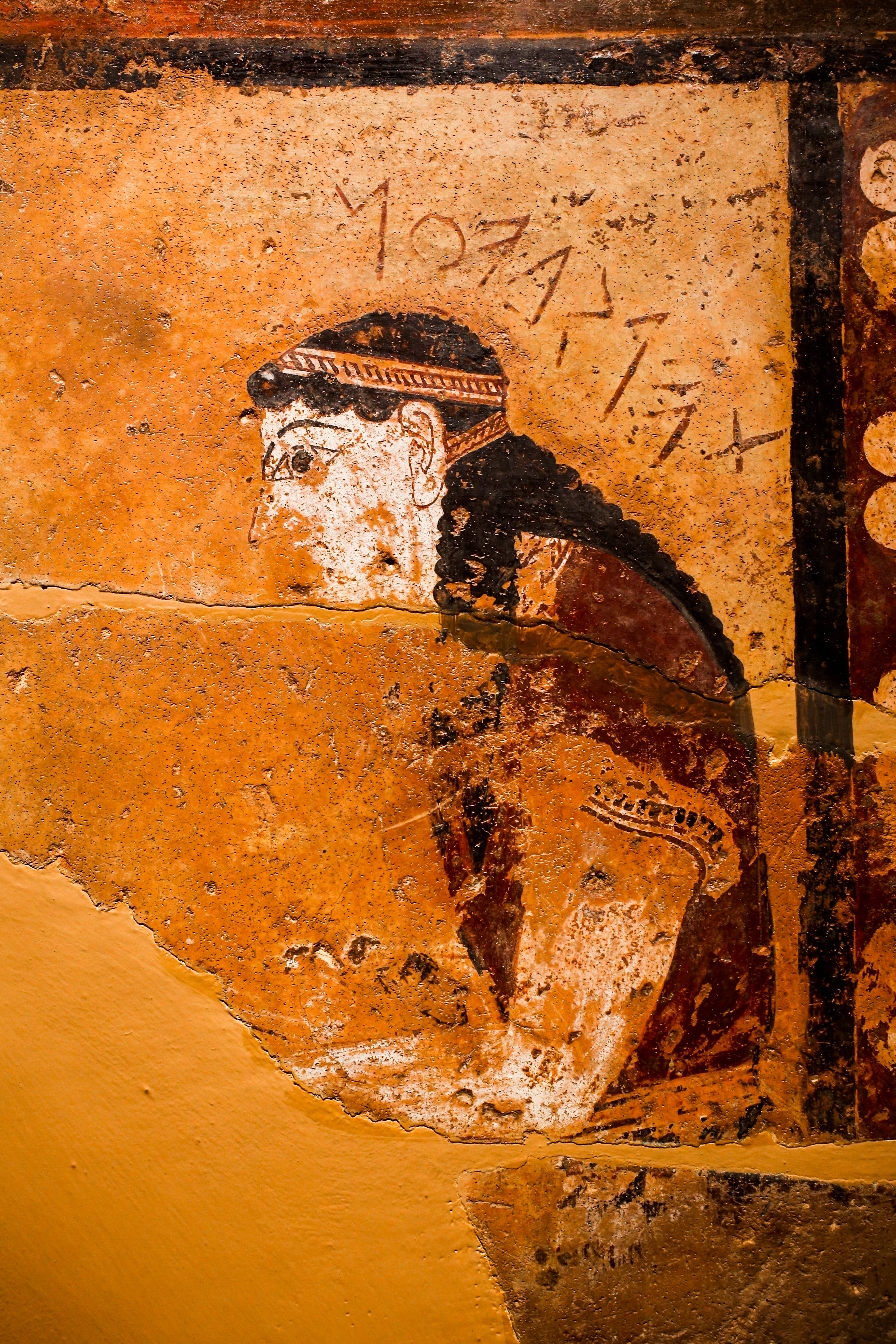
Хелідон на теракотовій метопі з храму Аполлона в Термосі, VII століття до нашої ери.

Після того, як її сестра Аедон виграла парі у свого чоловіка Політехніка, Політехнік був змушений знайти дружині рабиню, як і обіцяв. Він вирушив до Пандарея, батька своєї дружини, стверджуючи, що Аедон хоче побачити сестру. Хелідон поїхала з Політехніком до Аедон, але по дорозі він зґвалтував дівчину, допоки вона плакала і благала Артеміду про допомогу. Потім він обрізав її волосся, одягнув як рабиню і тероризував її, щоб вона нікому не розповідала про те, що сталося. Потім він віддав її Аедон як рабиню. Аедон нічого не підозрювала, і деякий час Хелідон страждала мовчки, поки одного разу не почула, як Хелідон нарікає на свою жорстоку долю.
Розлючена таким ставленням до сестри, Аедон вирішила помститися за неї. Тоді сестри вбили Ітіса, сина Аедон від Політехніка, і згодували його несвідомому батькові, а самі втекли до своїх рідних. Політехнік не забарився з'ясувати, що сталося, і незабаром вистежив їх, але Пандарей захистив своїх дочок і наказав зв'язати Політехніка, намазати медом і залишити на поталу зграям мух. Але Аедон, жаліючи свого чоловіка, не підпускала до нього мух. Розлючені тим, що вони сприйняли як її зраду, Пандарей, його безіменна дружина і син напали на неї, і Зевс вирішив перетворити їх усіх на птахів. Хелідон, як і Філомела, стала ластівкою, співочим птахом. Артеміда постановила, що в новому пташиному житті Хелідон завжди житиме поруч із людьми.

## Походження
Міф про Хелідон є, ймовірно, анатолійською версією історії про Прокну і Філомелу, неодружену сестру, над якою знущався її зять. На відміну від Хелідон, Філомелі Терей (Політехнік) відрізав язика, тож їй довелося ткати гобелен, щоб повідомити про це сестрі. Коли Терей погнався за двома сестрами після вбивства Ітіса, всі троє перетворилися на птахів.
Однак і Хелідон, і Аедон, здається, окремо передують міфу про Прокну та Філомелу, який, здається, був сформований до його нинішньої форми афінським драматургом Софоклом у його втраченій п'єсі «Терей». Гесіод і Сапфо говорять, що Хелідон була дочкою Пандіона (батька Прокни та Філомели), а не Пандарея, тоді як у попередніх згадках про Аедон говориться, що вона вбиває свого сина несвідомо, намагаючись завдати шкоди своїй суперниці Ніобі.Ці історії про Аедон, однак, не містять ні сестри, ні ластівок, які, мабуть, пізніше приєдналися до міфу про солов'я. Припускають, що історія перетнула Егейське море з Малої Азії, Пандарея переплутали з Пандіоном, і таким чином міфи про соловейка та ластівку були об'єднані та приєдналися до афінського міфосвіту. Фігура сестри, яка сексуально пов'язана з чоловіком, можливо, розвинулася з первісної суперниці Аедон.

## Іконопис
Метопа VI століття до н. е. з храму Аполлона в Термосі зображує Хелідон та Аедон, які разом змовляються над чимось, що було відламане. Деякі вази, хоч і з набагато меншою достовірністю, здається, також зображують сцену вбивства Ітіса Едон-Прокне та Філомелою-Хелідон.